# 4x4 EVO 2
4x4 EVO 2 é a sequência do jogo 4x4 Evolution, da Terminal Reality. Um diferencial da sequência são os novos idiomas (inglês, francês e alemão), diferentemente da primeira versão que possuía apenas o inglês.

## Caminhonetes
Os carros e caminhonetes são baseados no carros que foram lançados na vida real em 2002.
Nesta versão há 112 caminhonetes presentes. Algumas das marcas mantiveram as "caminhonetes equipadas" da versão anterior, outras criaram suas caminhonetes equipadas. As caminhonetes estão distribuídos em empresas:
- Chevrolet
- GMC
- Dodge
- Jeep
- Nissan
- Toyota
- Lexus
- Mitsubishi

Cada empresa tem sua equipe (Team).

## Circuitos
Há novos circuitos como Autumn Leaves, mas também há circuitos antigos, como Treasure Bay, Savage Wasteland e Arizona. A pista Farm Road 109 foi modificada nesta versão, tornando-se Farm Road 110
Os baús de dinheiro foram mantidos da versão anterior e foram colocadas nos novos circuitos.

## Nomes
- ARIZONA (Arizona)

Cenário: Inspirada no estado de Arizona, Estados Unidos.
Check-points: 7
- AUTUMN LEAVES (Folhas de Outono)

Cenário: Um pequeno vilarejo numa fazenda, onde as folhas caem por se tratar do outono.

Check-points: ?
- FARM ROAD 110 (Estrada 110 para a fazenda)

Cenário: Zona rural. Há um trilho de trem, onde o trem aparece algumas vezes.
Check-points: 5
- MOTOCROSS (Motocross)

Cenário: Pista própria para corrida de caminhonetes.

Check-points: 12
- RESTRICTED AREA (Área Restrita)

Cenário: Uma base de testes de aviões num deserto.

Check-points: 9
- SAVAGE WASTELAND (Terreno Baldio Selvagem)

Aterros sanitários e esgoto sujo.

Check-points: 6
- TREASURE BAY (Baía do Tesouro)

Cenário: Duas ilhas tropicais, com um navio atolado na praia, além de um tubarão na divisa de uma ilha com a outra.

Check-points: 11

## Recepção
4x4 EVO 2 teve uma recepção bastante divergente GameRankings e Metacritic lhe pontuaram com um placar de 65% e 69% de avaliação em sua versão para PC; 61% e 59% em sua versão para Xbox; 56% para sua versão de GameCube; e 53% para versão do PlayStation 2 .